# XPW Baptized in Blood
XPW Baptized in Blood var et fast wrestling Pay Per View, produceret af Xtreme Pro Wrestling som deres specialitet i februar de to første år, og som et sommershow i 2002, der også var den sidste udgave af showet. Showet var tænkt som XPW's WrestleMania, med en stor turnering med alle XPW's hårdeste wrestlere, hvor alle kampene i turneringen var såkaldte deathmatches, og vinderen blev kåret XPW King of the Deathmatches. Supreme vandt både i 2000 og 2002, men i 2001 snuppede Vic Grimes sejren. 

## 2000
XPW Baptized in Blood 2000 fandt sted d. 26. februar 2000 i Hollywood, Californien. Showet blev kommenteret af Kris Kloss og Larry Rivera, og gæstet af Tom Araya fra Slayer, der var ring announcer i finalen af deathmatch turneringen. 
- Turnerings runde: Supreme (wrestler) besejrede Kid Kaos
- Turnerings runde: The Messiah besejrede Johnny Webb
- Turnerings runde: John Kronus besejrede Carlito Montana
- Turnerings runde: Axl Rotten besejrede Homeless Jimmy
- Chronic besejrede Jay N
- Turnerings semifinale: Supreme (wrestler) besejrede The Messiah
- Turnerings semifinale: John Kronus besejrede Axl Rotten
- XPW World Heavyweight Championship: Damien Steele besejrede Chris Candido
- XPW King of Deathmatches Championship: Supreme besejrede John Kronus

## 2001
XPW Baptized in Blood 2001 fandt sted d. 24. februar 2001 i Van Nuys, Californien.
- New Jack besejrede Dynamite D
- Turnerings runde: Vic Grimes besejrede Kraq
- Turnerings runde: Johnny Webb besejrede Nozawa
- Turnerings runde: Homeless Jimmy besejrede John Kronus
- Turnerings runde: Supreme besejrede Steve Rizzono
- Kid Kaos besejrede Juventud Guerrera
- Turnerings semifinale: Vic Grimes besejrede Homeless Jimmy
- Turnerings semifinale: Supreme besejrede Johnny Webb
- XPW World Heavyweight Championship: The Messiah besejrede Tool
- Turnerings finale: Vic Grimes besejrede Supreme
- XPW King of Deathmatches Championship: The Messiah besejrede Vic Grimes

## 2002
XPW Baptized in Blood 2002 fandt sted d. 20. juli 2002 i Pico Rivera, Californien.
- Turnerings runde: Supreme besejrede The Sandman
- Turnerings runde: Alter Boy Luke besejrede Vinnie Massaro
- XPW Tag Team Championship: Damien 666 & Halloween besejrede Pogo The Clown & Juantastico, American Wild Child & Shady, og K. Malik Shabazz & Raphael Muhammed
- Turnerings runde: Pogo The Clown besejrede Steve Rizzono & Crimson
- Turnerings runde: Hardcore Homo Angel besejrede GQ Money
- SNUFF besejrede Vic Grimes
- Turnerings semifinale: Supreme besejrede Altar Boy Luke
- Turnerings semifinale: Hardcore Homo Angel besejrede Pogo The Clown
- XPW TV Championship: Kaos besejrede Chris Hamrick & Psicosis
- XPW World Heavyweight Championship: Shane Douglas besejrede Johnny Webb
- XPW King of Deathmatches Championship: Supreme besejrede Hardcore Homo Angel